# 'Alqama ibn 'Abada
'Alqama ibn 'Abada (fl. VI secolo) è stato un poeta arabo.
Appartenente alla tribù araba dei Tamim, le sue poesie, a carattere epico, narrano le gesta dei Ghassanidi damaschesi. Di lui si sa molto poco, tranne il fatto che il suo poema principale aveva per argomento le vicende del conflitto tra Lakhmidi e Ghassanidi. La sua opera non è databile in maniera esatta, ma si suppone sia stata composta intorno alla metà del VI secolo, ed il suo diwan è composto da tre elegie (Qaṣīda) ed altri undici frammenti poetici, che vennero raccolti e pubblicati in versione critica per la prima volta dal filologo e dotto arabo Al-Asma'i.

La prima versione critica occidentale è stata ad opera dell'orientalista svizzero Albert Socin nel volume dal titolo Die Gedichte des 'Alkama Alfahl, pubblicato a Lipsia nel 1867. Una seconda edizione critica fu ad opera dell'orientalista tedesco Wilhelm Ahlwardt nel suo volume in lingua inglese del 1870 dal titolo The divans of the six ancient Arabic poets Ennabiga, 'Antara, Tharafa, Zuhair, 'Alqama and Imruulqais.